# Festival de télévision de Monte-Carlo 2004
 (novembre 2016).
Le Festival de télévision de Monte-Carlo 2004, 44e édition du festival, s'est déroulé du 28 au 3 juillet 2004.

## Palmarès

### Programme long fiction
- Meilleur programme long de fiction : The Swamp (Le Marais)  Corée du Sud
- Meilleure mise en scène : John Erman pour The Blackwater Lightship  Irlande
- Meilleur scénario : Enric Folch et Albert Espinosa pour Tempus Fugit  Espagne
- Meilleur acteur : Benedict Cumberbatch dans Hawking  Royaume-Uni
- Meilleure actrice : Jeannette Hain dans Die Frau des Architekten (The Architect's Wife)  Allemagne

### Actualités
- Meilleurs documentaires
  - In Gottes Namen - Die Recrutent des Heiligen Krieges (In the Name of God - Recruits of the Holy War)  Allemagne
  - DR-Dokumentar : Organer til Salg (Organs for Sale)  Danemark
- Meilleur reportage du journal télévisé : News 7, Iraq Kokurenjimusho Bakuha Tero (News 7, Terrorist Bombing on UN Headquarters in Iraq), NHK  Japon
- Meilleur reportage en direct : Holy Festival Bombings, BBC News 24  Royaume-Uni
- Mention spéciale : Gergo Schwadja pour Euro-conform Pig Killing  Hongrie

### Mini-séries
- Meilleure mini-série : Semishigure, Dai 1-wa (Bunshiro et Fuku, 1er épisode : la tempête)  Japon
- Meilleure actrice : Carmen Maura dans Arroz y Tartana (Rice and Carriage)  Espagne
- Meilleur acteur : Masaki Uchino dans Semishigure, Dai 1-wa (Bunshiro et Fuku, 1er épisode : la tempête)  Japon
- Meilleure scénario : Paul Abbott pour Jeux de pouvoir (Programme 1)  Royaume-Uni
- Meilleure mise en scène : Andrei Konchalovsky pour Le Lion en hiver  États-Unis

### Séries TV - Comédie
- Meilleurs producteurs internationaux : Michael Patrick King, John Melfi, Jenny Bicks (en), Cindy Chupack, Sarah Jessica Parker pour Sex and the City  États-Unis
- Meilleure actrice : Suzanne Reuter dans Cleo  Suède
- Meilleur acteur : Johan Rheborg dans Cleo  Suède
- Meilleurs producteurs européens : Daniel Alfredson, Margareta Feldt-Arehn, Martin Persson, Tobias Aström pour Cleo  Suède

### Série TV - Dramatique
- Meilleurs producteurs internationaux : Alan Ball, Alan Poul (en), Robert Greenblatt, David Janollari pour Six Feet Under  États-Unis
- Meilleure actrice : Anne-Marie Duff dans Shameless  Royaume-Uni
- Meilleur acteur : Evgueni Mironov dans Idiot
- Meilleurs producteurs européens : George Faber, Charles Pattinson, Matthew Jones, Paul Abbott pour Shameless  Royaume-Uni

### 5eprix du producteur de télévision européen
- Company Pictures  Royaume-Uni

### Formats
- Télé réalité : Wife Swap  Royaume-Uni
- Jeux : Who Wants to Be a Millionaire ?  Royaume-Uni
- Programme scénarisé : Love Bugs  Royaume-Uni

### Prix Spéciaux
- Prix spécial Prince Rainier III : S.O.S. Animali (Animal Rescue) de Paolo Giani et Daniele Valentini  Italie
- Prix URTI - grand prix international du documentaire d'auteur
  - Grand prix : La Langue ne ment pas  France
  - Médaille d'argent : La vie de Michal  Pologne
  - Médaille de bronze : No Chance !  France

- Prix AMADE
  - Orphans of Nkandla  Royaume-Uni
  - Mention spéciale : Du côté de chez Marcel  France

- Prix du Comité international de la Croix-Rouge
  - Perù, la verdad sobre el espanto (Peru, the Truth about the Horror de Daniel Peral et Andres Luque  Espagne
  - Mention spéciale : CBC News Sunday - Deadline Iraq : Uncensored Stories of the War  Canada

- Prix SIGNIS
  - The Blackwater Lightship de John Erman  Irlande
  - Mention spéciale : Orphans of Nkandla  Royaume-Uni

- Prix de la Croix-Rouge monégasque : Orphans of Nkandla de Brian Woods  Royaume-Uni